# Odisseas Vlachodimos
Odisseas Vlachodimos (řecky Οδυσσέας Βλαχοδήμος; * 26. dubna 1994 Stuttgart) je řecký profesionální fotbalový brankář, který chytá za anglický klub Newcastle United FC a za řecký národní tým.
Vlachodimos se narodil v německém Stuttgartu a má i německé občanství. Na mládežnických úrovních reprezentoval rodné Německo, ale v roce 2018 se rozhodl na seniorské úrovni reprezentovat Řecko.

## Reprezentační kariéra
Vlachodimos nastupoval za německé mládežnické reprezentace U15, U16, U17, U18, U19, U20, U21.

Zúčastnil se Mistrovství Evropy hráčů do 21 let 2017 v Polsku, kde s týmem získal titul (historicky druhý pro Německo). Na šampionátu byl rezervním brankářem.